# 풍류기행

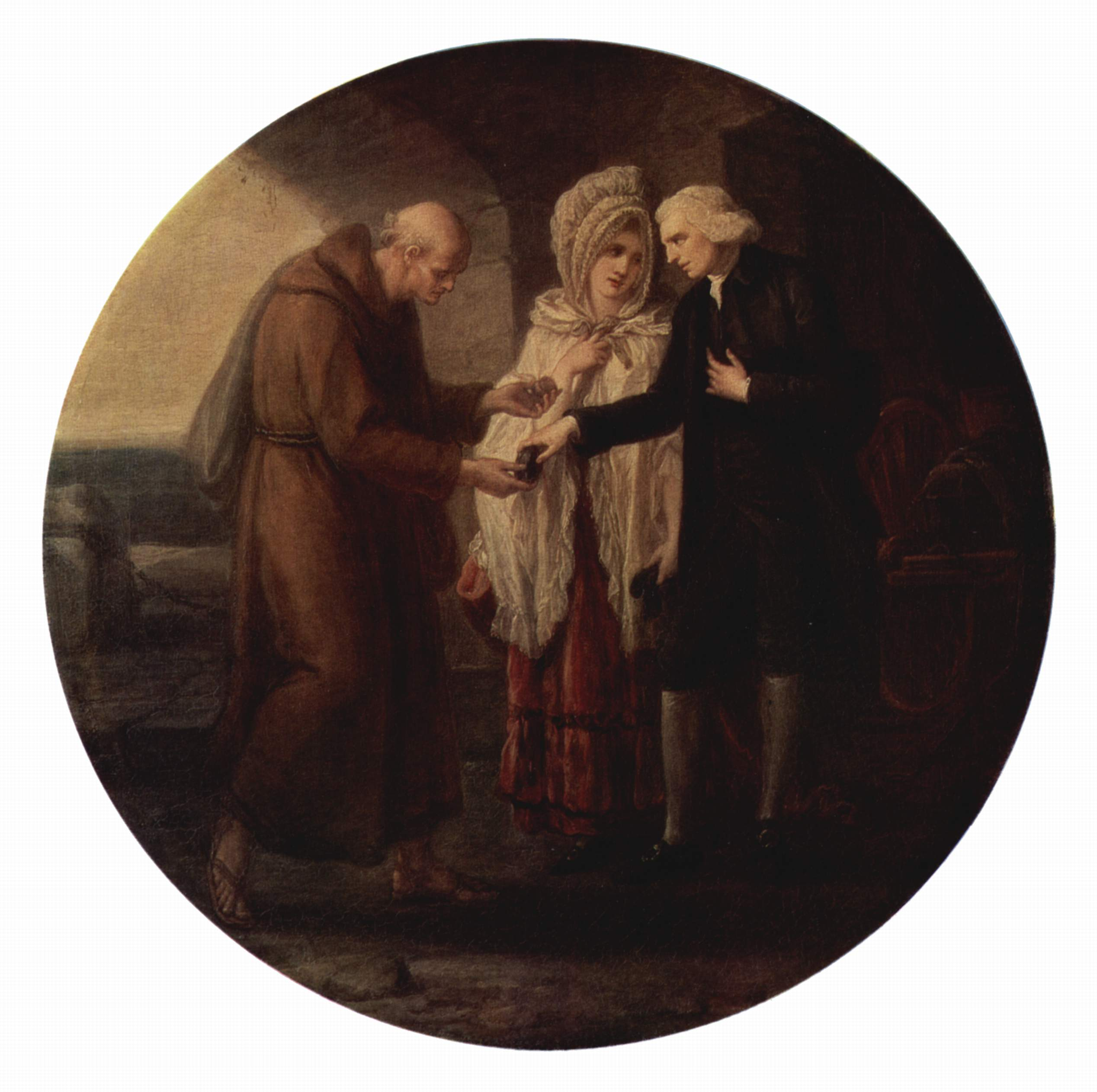

《풍류기행》(A Sentimental Journey Through France and Italy, 1768년)은 로런스 스턴의 여행기이다.
작자가 요양을 위하여 1765년부터 그 익년까지 프랑스와 이탈리아를 여행한 체험에 바탕을 두고 있으나 <트리스트램 샌디>가 파격적인 것처럼 이 여행기도 파격적이어서 행선지에서 접촉한 모든 사물과 모든 인간이 작자의 마음에 파급한 미묘한 영향을 삽화(揷話)풍으로 이야기한 것이라고 말하는 게 오히려 가까운 표현이다.
<샌디>에서 보였던 풍자성과 희곡성의 색채가 남아 있기도 하지만 작자는 자신을 <샌디>에도 등장했던 목사 요리크로 삼아서, 지방이 달라도 변하지 않는 보편적 인정의 맛을 마음의 융합을 통하여 이야기하고 있다. 덧붙여서 ‘센티멘탈’이란 말의 의미는 이 시대에서는 오히려 ‘풍아(風雅)한, 고상한’의 뜻이었다.